# Hillsfar
Hillsfar ist ein von Westwood Associates im Auftrag von SSI entwickeltes Computer-Rollenspiel, das 1989 für MS-DOS, Amiga, Atari ST und Commodore 64 veröffentlicht wurde. Es kombiniert Echtzeit-Action mit zufällig generierten Quests. Es beinhaltet weiterhin Standard-Gameplayelemente des Rollenspielregelwerks Advanced Dungeons & Dragons, auf dem das Spiel aufbaut. 1993 wurde Hillsfar vom japanischen Entwicklerstudio Marionette auf die Spielkonsole Nintendo Entertainment System (NES) portiert.

## Spielprinzip
Das Spiel beginnt mit der Charaktererstellung, für die drei Optionen zur Verfügung stehen: Die Wahl eines vorgenerierten Charakters, die Erstellung eines neuen Charakters oder der Import eines existierenden Charakters aus einem früheren AD&D-Computerspiel von SSI, beispielsweise Pool of Radiance und Curse of the Azure Bonds. Bei der Neuerstellung kann der Spieler die Rasse (Zwerg, Elf, Mensch, Gnom), die Klasse (Kleriker, Kämpfer, Magieanwender, Schurke) und die Gesinnung (rechtschaffen, chaotisch, neutral, gut, böse) festlegen. Statistische Charakterwerte wie Stärke und Intelligenz werden vom Computer durch Zufallswerte bestimmt.
Es gibt zwei Spielaspekte. Zum einen Arcade-Action, in der der Spieler in Form von Minispielen verschiedene Aufgaben wie die Suche nach einem Schatz und die Reise zwischen den Schauplätzen ausführt. Zum anderen der Adventure-Aspekt, wenn der Spieler Quests löst. Die Wahl der Charakterklasse hat dabei Einfluss auf die verfügbaren Quests, jeweils drei für jede Klasse. Während Quests in einer vorgegebenen Reihenfolge erfüllt werden müssen, „bleibt es dir selbst überlassen, was du in deiner restlichen Zeit tust“ und der Spieler hat somit die Freiheit, die anderen Aspekte des Spiels zu erkunden.
Das Spiel wird aus drei unterschiedlichen Perspektiven präsentiert. Während der Überlandreise werden die Szenen in einer Seitenperspektive dargestellt. Innerhalb der Stadt Hillsfar wechselt das Spiel in eine Vogelperspektive. Höhlen dagegen werden aus einer First-Person-Ansicht gezeigt. Die Interaktion der Spielfigur mit der Spielwelt wird ermöglicht durch ein von Leslie Fiser vom Spielemagazin COMPUTE! als „bump interface“ (von englisch: to bump = anstoßen) bezeichneten Triggersystem, das Aktionen auslöst, sobald die Spielfigur das entsprechende Spielobjekte anrempelt.

## Rezeption
Die Kritiken zu Hillsfar waren durchmischt. Generell wurde die Kombination aus Arcade-Action und Adventure gut aufgenommen. Andy Smith vom Spielemagazin Amiga Format vergab eine Wertung von 72 % und hielt fest, dass es SSI erfolgreich gelungen sei, „ein gutes Spiel, das einen eigenständigen Mix zweier sehr unterschiedlicher Stile vereint“ zu produzieren. Bob Guerra vom Spielemagazin COMPUTE! lobte die Arcade-artigen Sequenzen, indem er schrieb, dass Hillsfar „bei der Integration dieser hochqualitativen Sequenzen in die Handlung einen weitaus besseren Job erledigt als die meisten anderen“. Roe Adams von Computer Gaming World lobte vor allem die Schlösser-knacken-Sequenz des Schurken, hielt ansonsten aber fest, dass das Spiel ansonsten nicht die Erwartungen erfüllen könne. Insbesondere kritisierte Adams sowohl die repetitive Reisesequenz zu Pferd als auch die Tatsache, dass Magieanwender und Kleriker während des Spiels keine Zaubersprüche wirken.
Andere Rezensenten waren wenig beeindruckt vom Gesamteindruck. Sowohl Andy Slaven, Autor der Video Game Bible, 1985-2002, als auch Lucinda Orr von Amiga Computing kritisierten das Gesamt-Gameplay. Slaven befand, dass das Spiel einen Leitfaden vermissen lasse, und beschrieb es als eine „Sammlung von sinnlosen Aufgaben und Herausforderungen“. Dies entsprach auch der Kritik Orrs, die, obwohl sie von einigen der Minispiele beeindruckt war und diese als „ziemlich unterhaltsam und grafisch effektiv“ beschrieb, das Spiel als generell langweilig befand und schrieb, „es gibt nicht sehr viel, um das Interesse oberhalb des kritischen Langeweileniveaus zu halten“. Noch ablehnender war die Wertung der NES-Fassung durch John Cooper für die Website Console Classix, der Hillsfar als das „Schlechteste Rollenspiel aller Zeiten bezeichnete“. Der Amiga Joker hielt fest, dass Hillsfar „mit einem richtigen Rollenspiel (...) nicht viel gemein“ habe und maximal für ein kurzes Anspielen genug Unterhaltungswert böte.
Das Spiel wurde 1989 in Ausgabe 147 des offiziellen D&D-Magazins Dragon von Hartley, Patricia und Kirk Lesser in ihrer Kolumne The Role of Computers rezensiert, wo das Spiel drei von fünf Sternen erhielt. Sie verglichen Hillsfar dabei mit Pool of Radiance. Gemäß ihrem Test lasse es das Abenteuer von Hillsfar an Tiefgang missen und sei weniger fesselnd als Pool of Radiance, dennoch bezeichneten sie es als „ein nettes Abenteuer, um sich die Wartezeit zu verkürzen bis SSI Azure Bonds veröffentlicht“ [Anm.: gemeint ist Curse of the Azure Bonds]. Die Tester schlossen mit der Aussage, dass „Wenn ihr Pool of Radiance mochtet, werdet ihr Hillsfar ebenfalls mögen“.
Gemäß einer Retrospektive von Allen Rausch für das Online-Spielemagazin GameSpy wurde das Spiel von vielen Spielern als „ein gescheitertes Experiment“ betrachtet, die „gute Nachricht“ sei aber gewesen, dass „Westwood Studios fortfuhr, einige weitaus bessere Spiele zu entwickeln“.